# Stanley Hornbeck
Stanley K. Hornbeck (1883-1966) fue un diplomático estadounidense. Entre 1928 y 1937 fue el jefe de la División de Extremo Oriente del departamento de Estado y entre 1937 y 1944 desempeñó el cargo de asesor especial del secretario de Estado Cordell Hull, defendiendo una política dura para hacer frente al expansionismo japonés. Entre 1944 y 1947 fue embajador en Holanda.